# Dorotheanthus apetalus
Dorotheanthus apetalus là một loài thực vật có hoa trong họ Phiên hạnh. Loài này được (L.f.) N.E.Br. mô tả khoa học đầu tiên năm 1928.